# Джейми Маккриммон
Джеймс Роберт «Джейми» Маккриммон (англ. James Robert "Jamie" McCrimmon) — персонаж британского научно-фантастического телесериала «Доктор Кто», сыгранный Фрейзером Хайнсом. Джейми — волынщик клана Макларен из Шотландии XVIII века, впервые появился в серии «Горцы». Был спутником Второго Доктора с 1966 по 1969 год, появившись в 116 эпизодах — больше, чем какой-либо другой спутник за всю историю классического и возрождённого сериала.

## Биография в сериале
Джейми Макриммон, сын Дональда Маккриммона — волынщик из северной Шотландии, как и его отец, и его дед. Он впервые встречает второго Доктора, Бена и Полли в серии «Горцы» сразу после сражения при Каллодене в 1746 году. Полли убеждает Доктора взять Джейми с собой, и после того, как Бен и Полли покидают ТАРДИС в конце серии «Безликие», Джейми продолжает путешествовать с Доктором. Он появляется во всех сериях со вторым Доктором, кроме первой, «Энергия далеков». За три года он появился общей сложности в 116 эпизодах, что больше, чем у любого другого спутника за всю историю сериала.
Несмотря на разницу в возрасте, Джейми на равных общался с Доктором. За всё время, проведённое со вторым Доктором, он повстречался с двумя спутниками — Викторией Уотерфилд и Зои Хериот. Джейми всегда был вежлив и обходителен с женщинами, и несмотря на свою родную эру, мог понимать высокие технологии. Однако его отношения с Доктором не всегда были гладкими; в конце серии «Зло далеков» он чуть было не оставил его, когда счёл, что Доктор использовал его и Викторию в качестве приманки для далеков. Его боевой клич — «Creag an tuire» в переводе с гэльского означает «Рог вепря» и схож с девизом реального шотландского клана Макларен.
Во время путешествий Джейми встречал киберлюдей, далеков, йети в лондонском метро, ледяных воинов и многих других. Джейми с особой бережностью ухаживал за Викторией, в которой его привлекла утончённость викторианской дамы. В серии «Ледяные воины» он первым делом подумал о спасении Виктории, несмотря на то, что сам был ранен и не мог идти. Джейми тяжело переживал уход Виктории, когда в конце серии «Ярость из глубины» она решила остаться с семьёй Харрисов в XX веке и даже сердился на Доктора, за то что тот оставил её. Сам Фрейзер Хайнс говорил, что в кадре играл так, будто бы он влюблён в Викторию, однако в сериале это никогда не упоминалось.
Когда к ним присоединилась Зои, она всячески раздражала Джейми своими чересчур модернистскими манерами и властным характером, но позже поладила с ними. Часто простой здравый смысл Джейми бил холодную логику Зои, например в серии «Доминаторы» Джейми понимал, что извергающийся вулкан всё ещё представляет угрозу, тогда как Зои была уверена в свой правоте.
Во время съёмок серии «Вор разума» Фрейзер Хайнс заболел ветрянкой и его заменил Хамиш Уилсон. По сюжету Доктор неправильно «собрал» Джейми, потому тот выглядел не так, как обычно. После того, как Хайнс выздоровел, сцены с ним был досняты и Джейми вернул свою внешность.
Джейми попрощался с Доктором в серии «Военные игры», когда Повелители времени предали Доктора суду за нарушение законов невмешательства. Его насильно заставили регенерировать и сослали за Землю. Джейми и Зои вернулись в своё время, а их воспоминания о путешествиях с Доктором, за исключением первого, были стёрты. На последних кадрах, которые показали Доктору Повелители времени, Джейми дрался против британского солдата в Шотландии.
Фрейзер Хайнс ещё дважды появлялся в сериале. В 1983 году он сыграл иллюзию Джейми в серии «Пять Докторов», а в 1985 сыграл в серии «Два Доктора» вместе с Колином Бейкером и Патриком Траутоном в роли шестого и второго Докторов соответственно.

## Сезон 6B
В серии «Два Доктора» заметно постаревшие второй Доктор и Джейми находились на задании Повелителей времени, что не стыкуется с предыдущей хронологией сериала — они встретились с Повелителями времени только в серии «Военные игры», где Доктор и Джейми расстались. Это породило теорию о сезоне 6B. Из-за того, что регенерация второго Доктора в третьего не была показана, теория предполагает, что после «Военных игр» Доктор вместе с Джейми работали на Повелителей времени. Это объясняет и то, что в серии «Пять Докторов» Доктор знал, что Повелители времени стёрли у его спутников воспоминания о нём, и таким образом понял, что появившийся там Джейми — иллюзия. Теория так и осталась неподтверждённой, однако бытует среди фанатов сериала и СМИ.

## Упоминания
Персонаж упоминается в серии «Кастровальва», когда пятый Доктор называет Адрика Джейми; в сериях «Два Доктора» и «Атака киберлюдей» с шестым Доктором; в серии «Проклятие Фенрика» в седьмым. Образ Джейми появляется в серии «Воскрешение далеков» с четвёртым Доктором.
В серии «Клык и коготь» возрождённого сериала, когда Десятый Доктор вместе с Розой прибывают в Шотландию, называет себя доктор Джеймс Маккриммон. В своё время Джейми дал Доктору псевдоним Джон Смит, которым он неоднократно пользовался.

## Появления вне сериала и дальнейшая судьба
Окончательная судьба Джейми после расставания с Доктором в рамках общепринятого канона неизвестна. Однако он стал персонажем почти двух десятков аудиопьес, нескольких книг, нескольких десятков рассказов и комиксов, где описывается его дальнейшая биография.
В комиксе Гранта Моррисона The World Shapers с шестым Доктором, опубликованном в выпусках Doctor Who Magazine #127-#129, уже пожилой Джейми помнит свои путешествия с Доктором, несмотря на то, что в «Военных играх» ему стёрли память. Он объясняет это тем, что Доктор научил его нескольким трюкам, позволяющим сопротивляться внушению Повелителей времени. В этом комиксе он погибает, принося себя в жертву чтобы остановить машину по созданию нового мира. Джейми стал первым спутником Доктора, который был убит в официальных спин-офф изданиях «Доктора Кто».

## Создание и влияние
Изначально Джейми Макриммон не задумывался как новый спутник Доктора, но Фрейзер Хайнс так понравился создателям, что они переписали конец серии «Горцы» и перенесли Джейми на борт ТАРДИС. Оригинальный акцент, с которым говорил Джейми, посчитали неподходящим для постоянного персонажа сериала (слишком монотонным), и заменили на «телевизионный шотландский» акцент, более лёгкий, с которым и говорил Хайнс.
По словам британской писательницы Диана Гэблдон, персонаж её серии книг «Чужеземец» Джейми Фрейзер вдохновлён Джейми Маккриммоном.

На самом деле, это вышло случайно. Я посмотрела на PBS эпизод «Доктора Кто» про молодого шотландского паренька по имени Джейми Маккриммон, которого Доктор подобрал в 1746 году. Он носил килт, который выглядел довольно очаровательно и демонстрировал упрямую мужскую галантность, которую я всегда находила милой: упорное стремление человека защитить женщину, даже если он знает, что она сама в состоянии о себе позаботиться.